# Diätassistent
Diätassistent ist die geschützte Bezeichnung für einen Medizinalfachberuf. Die früher zweijährige und heute dreijährige Ausbildung erfolgt an staatlich anerkannten Schulen oder an Privatschulen und wird mit einer Examensprüfung abgeschlossen. In Österreich heißen die Diätassistenten Diaetologen und in der Schweiz Diplom-Ernährungsberater HF/FH.

## Definition Diätassistent/Diaetologe
Die Definition „Diätassistent“ (englisch dietitian) erfolgte durch den International Congress of Dietetic Associations (ICDA) und wurde von der European Federation of the Associations of Dietitians (EFAD) übernommen:

„A dietitian is a person with a qualification in Nutrition & Dietetics recognized by national authority(s). The dietitian applies the science of nutrition to the feeding and education of groups of people and individuals in health and disease.“

Die Berufsbezeichnung Diaetologe setzt sich aus den griechischen Begriffen δίαιτα (díaita, Diät) und λόγος (lógos, Lehre) zusammen.
Die Bezeichnung Diät wurde ursprünglich im Sinne von „Lebensführung“ oder „Lebensweise“ verwendet. Die Diätetik beschäftigt sich auch heute noch wissenschaftlich mit der „richtigen“ Ernährungs- und Lebensweise in Gesundheit und Krankheit. Diaetologen verfügen über eine wissenschaftlich fundierte Expertise und gewährleisten eine leitliniengerechte, evidenzbasierte Therapie.
Der EFAD nimmt eine weitere Unterteilung der Diätassistenten nach Spezialisierung und Arbeitsfeld vor, in der Diätassistenten in Europa arbeiten:
- Administrative Dietitian: „a dietitian who focuses and works primarily within food service management with responsibility for providing nutritionally adequate, quality food to individuals or groups in health and disease in an institution or a community setting.“
- Clinical Dietitian: „a dietitian who has responsibility for planning, education, supervision and evaluation of a clinically devised eating plan to restore the client/patient to functional nutritional health. Clinical dietitians can work in primary care as well as in institutions.“
- Public Health or Community Dietitian: „a dietitian directly involved in health promotion and policy formulation that leads to the promotion food choice amongst individuals and groups to improve or maintain their nutritional health and minimizes risk from nutritionally derived illness.“

Deckt ein Diätassistent mehrere Arbeitsfelder ab, spricht der EFAD vom General Dietitian.
Bei den Diätassistenten handelt es sich um den einzigen Gesundheitsfachberuf für den Bereich der Diätetik und Ernährung, der auf Grundlage der EU-Direktive 2005/36/EC im europäischen Ausland anerkannt werden kann. Eine Anerkennung im Ausland ist für die Ausübung des Berufes notwendig.

## Berufsgeschichte und Verbände
Die Berufsgeschichte der Diätassistenten in Deutschland beginnt in den 1920er Jahren. Krankenschwestern bereiteten in den Teeküchen der Stationen in den Krankenhäusern ärztlich verordnete Diäten zu. Mitte der 20er Jahre wurde eine berufliche Weiterqualifikation zur Diätschwester eingeführt, die kurze Zeit später zu einer eigenständigen zweijährigen Ausbildung zur Diätschwester erweitert wurde. In den 30er Jahren etablierte sich die Berufsbezeichnung Diätassistentin, und die ersten Diätschulen entstanden, so beispielsweise am Kaiserin-Augusta-Hospital in Berlin unter dem Mediziner Karl Schlayer und der Diätschwester Johanna Kunath. 1937 erhielt der Beruf die staatliche Anerkennung. Bedingt durch den Zweiten Weltkrieg wurde in vielen Schulen die Ausbildung eingestellt, um sie nach Ende des Krieges wieder aufzunehmen. Zunächst entwickelte sich sowohl in der Bundesrepublik Deutschland als auch in der DDR der Beruf gleich weiter. In den 50er Jahren wurde die Ausbildung der Diätassistenten in der DDR auf drei Jahre angehoben. In der Bundesrepublik wurde die Ausbildung zunächst auf drei und dann auf vier Jahre (inkl. Anerkennungsjahr) angehoben. In den 70er Jahren wurde sie wieder auf zwei Jahre gekürzt. Erst nach der Wende wird die Ausbildung bundeseinheitlich auf drei Jahre festgelegt und somit den Anträgen des westdeutschen Verbandes der Diätassistenten auf Verlängerung der Ausbildung stattgegeben. Seit 1974 ist die Ausbildung zum staatlich anerkannten Diätassistenten bundeseinheitlich im Diätassistentengesetz (DiätAssG) geregelt. Im gleichen Gesetz ist auch der Berufstitel geschützt. Der Diätassistent zählt zu den Heilberufen. In der aktuellen Klassifikation der Berufe der deutschen Arbeitsagentur, werden Diätassistenten in der Gruppe 8176 – Berufe in der Diät- und Ernährungstherapie – als einziger Therapieberuf für den Sektor der Ernährung und Diätetik aufgeführt.
In der Internationalen Standardqualifikation der Berufe (ISCO88) sind die Diätassistenten in der Hauptgruppe 3 „Techniker und gleichrangige nichttechnische Berufe“ im Unterpunkt 322 „Moderne medizinische Fachberufe (ohne Krankenpflege)“ unter der Ziffer 3223 zu finden. In der gleichen Gruppe finden sich unter anderem auch die Berufsgruppe der Physiotherapeuten, Medizinisch technischen Assistenten und Ergotherapeuten.
Mit der Unterstützung der 1954 gegründeten Deutschen Gesellschaft für Ernährung (DGE) wurde 1957 in Mainz die „Vereinigung staatlich anerkannter Diätassistentinnen und Ernährungsberaterinnen Deutschlands“ gegründet, aus dem der heutige „Verband der Diätassistenten – Deutscher Bundesverband e. V.“ (VDD) entstand. Noch im selben Jahr wird der VDD Mitglied in der noch heute bestehenden ICDA. 1972 ist der VDD Gründungsmitglied des CADEC (Committee of Dietetic Associations in the European Community), der heutigen EFAD.

## Ausbildung
Die Ausbildung der Diätassistenten ist in der Diätassistenten Ausbildungs- und Prüfungsverordnung geregelt (DiätAss APrV). Zugangsvoraussetzungen für die Ausbildung sind die physische und psychische Eignung für die Ausübung des Berufes und ein mittlerer Bildungsabschluss (Sekundarstufe II). Die Ausbildung endet nach dreijähriger Dauer mit einer mündlichen, schriftlichen und praktischen Prüfung. Nach erfolgreich bestandener Prüfung muss die Erlaubnis zum Führen des Berufstitels „Diätassistentin“ oder „Diätassistent“ beantragt werden.(§ 1) Erst nach der Erteilung durch die zuständige Behörde, des Bundeslandes der Ausbildungsstätte, darf der Berufstitel „Diätassistent“ geführt werden. Ohne diese Erlaubnis sind erhebliche Strafen möglich (§ 10).
Die Ausbildung umfasst insgesamt 4.450 Stunden, davon 3.050 theoretischer und 1.400 Stunden praktischer Unterricht. Die Lehrinhalte und die staatliche Prüfung werden in der DiätAss APrV vorgegeben. Mit 1000 (Präsenz-)Stunden stellt das Fach Diätetik den Schwerpunkt des Unterrichts dar. Die Ausbildung der Diätassistenten ist, wie die der anderen staatlich anerkannten nicht-akademischen Heilberufe (z. B. Physiotherapeuten, Hebammen und Ergotherapeuten) bundesrechtlich geregelt. Die Ausbildung nimmt einen besonderen Status ein, da sie weder dem Berufsbildungsgesetz (BBiG) noch der Hochschulausbildung zuzuordnen ist.
In Deutschland werden jährlich ungefähr 700 Diätassistenten in 60 Schulen ausgebildet. In der EG-Richtlinie 2005/36/EG über die Regelung zur Anerkennung beruflicher Befähigungsnachweise vom 7. September 2005 wird die Ausbildung zum Diätassistenten bei den „besonders strukturierten Ausbildungsgängen“ aufgelistet. In dieser Auflistung befinden sich auch weitere Gesundheitsberufe wie Physiotherapeuten, Logopäden, Ergotherapeuten und Kinderkrankenpfleger.
Nach der Ausbildung zum Diätassistenten besteht die Möglichkeit der beruflichen Weiter- und Fortbildung. Diese weiterqualifizierenden Maßnahmen werden von verschiedenen Fachgesellschaften wie der DGE (Deutsche Gesellschaft für Ernährung), DDG (Deutsche Diabetes Gesellschaft) und dem Verband der Diätassistenten – Deutscher Bundesverband e. V. (VDD) angeboten und ermöglichen die Spezialisierung in bestimmte Aufgabenbereiche wie Ernährungs- und Diätberatung und Verpflegungsmanagement.
In Österreich werden jährlich ungefähr 100 Diaetologen an 5 Ausbildungsstätten (FHs) ausgebildet. Die Ausbildungsorte sind Innsbruck, Bad Gleichenberg, Linz, St. Pölten und Wien.
Seit 2006 liegt dem Beruf des Diaetologen eine anerkannte akademische Ausbildung zu Grunde und wird sowohl über das Fachhochschul-Studiengesetz als auch über die FH-MTD-Ausbildungsverordnung geregelt. Die Ausbildung an Fachhochschulen dauert 6 Semester und schließt mit einem Bachelor of Science in Health Studies (BSc) ab. Weiterführend gibt es Angebote für berufsbegleitende Masterstudien in Graz, Innsbruck und Wien.

## Studium
In der Schweiz und in Österreich findet die Ausbildung zur dipl. Ernährungsberater/in HF/FH bzw. zum/zur Diaetolog/in seit einigen Jahren ausschließlich an Hochschulen statt.
In Deutschland erlauben es die derzeitigen berufsgesetzlichen Grundlagen nicht, die Ausbildung nur auf Hochschulebene durchzuführen. Dennoch bestehen auch akademische Ausbildungsmöglichkeiten in Deutschland in Form eines dualen Studiengangs an der Hochschule Fulda und eines verkürzten, additiven Studienganges an den Hochschulen Fulda und Neubrandenburg.
An der Hochschule Fulda wird das Diätetik-Studium mit der Ausbildung an einer kooperierenden Ausbildungseinrichtung verzahnt. Die Hochschule Fulda kooperiert dabei mit den Ausbildungsstätten für Diätassistenten in Gießen, Marburg, Würzburg, Bad Hersfeld, Mainz und Hannover. Das duale Studium umfasst neun Semester, von denen sechs Semester parallel zur Ausbildung laufen. Nach Abschluss der Berufsausbildung werden in drei Präsenzsemestern an der Hochschule Fulda Module aus den Bereichen Diätetik, Ernährungswissenschaft, Diätberatung, Gesundheitsversorgung, Sozial-, Kultur- und Wirtschaftswissenschaften studiert.
Der viersemestrige Diätetik-Studiengang an der Hochschule Neubrandenburg baut auf der abgeschlossenen Ausbildung zur/zum Diätassistent/in auf. Sie kooperiert dabei mit der Fachschule für Diätassistenten in Quakenbrück.
Auch an der Hochschule Fulda gibt es seit dem Jahr 2019 die Möglichkeit ein Aufbaustudium anzuschließen. Grundvoraussetzung ist auch hier die bereits abgeschlossene Berufsausbildung zur/zum Diätassistent/in. Von der Ausbildung werden pauschal 45 ECTS auf das Studium angerechnet, sodass sich eine Studienzeit von fünf Semestern ergibt. Je nach Ausmaß der beruflichen Vorerfahrungen ist eine weitere Verkürzung des Studiums möglich.
Alle drei Studiengänge schließen mit einem Bachelor of Science in Diätetik ab. Ziel aller Studiengänge ist es, auf der Grundlage wissenschaftlicher Erkenntnisse und Methoden in der Diätetik zu arbeiten und zu entscheiden sowie die Professionalisierung und Akademisierung der Berufsgruppe der Diätassistent in Deutschland voranzubringen. Die individuelle Beratung der Patient und Klient steht dabei im Vordergrund.
Berufsfelder finden sich im Gesundheitswesen, besonders in Kliniken und Krankenhäusern, Reha-Einrichtungen, Pflegeheimen, Krankenkassen sowie Forschungseinrichtungen und bei Herstellern diätetischer Lebensmittel. Anschließend ist ein Masterstudium im In- oder Ausland möglich.
Da in allen drei Studiengängen die berufsgesetzlichen Grundlagen für die Ausbildung zur/zum Diätassistent/in berücksichtigt werden, ist auch die berufliche Anerkennung im (europäischen) Ausland vereinfacht.

## Aufgaben
Diätassistenten sind der einzig gesetzlich geschützte, bundesrechtlich geregelte Beruf für das Themengebiet Diätetik und Ernährung. Deshalb müssen fertig ausgebildete Köche und Gesundheits- und Krankenpfleger zusätzlich eine Ausbildung zum Diätassistenten absolvieren, um die Aufgaben eines Diätassistenten international  ausführen zu dürfen. Teilgebiete können national auch über Weiterbildungen abgedeckt werden. Im Wesentlichen arbeiten Diätassistenten in folgenden Bereichen:
- Klinische Diätetik und Ernährung: Diese umfassen insbesondere die Diät- und Ernährungsberatung im klinischen und ambulanten Sektor sowie die diättherapeutischen Einstellungen von Patienten (z. B. enterale Ernährung oder parenterale Ernährung und Sonderdiäten).
- Administration (Verpflegungsmanagement): Diese umfasst die Überwachung der praktischen Umsetzung der diättherapeutischen Maßnahmen der Küche sowie das Management der (Diät-)Küche und Anleitung des Personals.
- Public Health (Prävention und Gesundheitsförderung): Dies umfasst die Entwicklung, Implementierung, Umsetzung und Evaluation von Maßnahmen im Bereich der Prävention und Gesundheitsförderung.
- Lehre und Forschung: Diese umfassen die Ausbildung von Gesundheitsberufen (z. B. Diätassistenten, Gesundheits- und Krankenpflegern) sowie die Mitarbeit und Durchführung von Studien.

Die therapeutischen Maßnahmen erstrecken sich von der oralen Ernährung über die enterale bis hin zur parenteralen Versorgung. Therapieziele sind eine optimale Zufuhr an Energie, Nährstoffen und Flüssigkeit und bestmögliche Lebensqualität in allen Lebenslagen. Im Rahmen der interdisziplinären Zusammenarbeit bringen Diätologen ihre Fachkompetenz bei Therapiemaßnahmen in folgenden medizinischen Fachgebieten ein:
- Endokrinologie und Stoffwechsel (Diabetes mellitus)
- Gastroenterologie und Hepatologie
- Immunologie und Allergologie
- Onkologie
- Nephrologie
- Pädiatrie
- Geriatrie
- Intensivmedizin
- Chirurgie
- Psychiatrie, Essstörungen
- Klinische Ernährung

Im Rahmen der Gesundheitsförderung werden Diaetologen tätig:
- Gesunde Ernährung in jedem Lebensalter
- Ernährung in der Schwangerschaft und Stillzeit
- Sporternährung
- Lebensmittelindustrie
- Gemeinschaftsverpflegung

## Beschäftigung
Diätassistenten sind meist in Krankenhäusern, Reha-Kliniken und ähnlichen Einrichtungen, aber auch immer öfter selbstständig und in Arztpraxen oder bei Krankenkassen tätig. Der therapeutische Bereich und der Gesundheitstourismus bieten weitere Möglichkeiten.
In Deutschland waren im Jahre 2008 laut Gesundheitsberichterstattung (GBE) 14.000 Diätassistenten in Deutschland sozialversicherungspflichtig beschäftigt. Da in Deutschland – im Gegensatz zu anderen Ländern – berufstätige Diätassistenten nicht registriert werden, ist die Anzahl der selbständigen Diätassistenten nicht bekannt. Die Schätzungen reichen von 2000 bis 5000 Selbstständigen. Der einzige Berufsverband der Diätassistenten (Verband der Diätassistenten – Deutscher Bundesverband e. V., VDD) vertritt ca. 4500 Diätassistenten und somit ca. 1/3 der Diätassistenten in Deutschland. Diätassistenten weisen damit einen vergleichbar hohen Organisationsgrad auf. Im Jahr 2009 wurde von VDD eine Berufsfeldanalyse in Auftrag gegeben, die von der Berlin School of Public Health an der Charité durchgeführt wurde. Demnach ist das Berufsbild von Diätassistenten vielfältig und die Arbeitsfelder weit gefächert. Diätassistenten in Deutschland arbeiten zum größten Teil angestellt (65 %), gefolgt von der Freiberuflichkeit (15 %) und einer Mischform daraus, „angestellt und freiberuflich“ (20 %). Angestellte Diätassistenten arbeiten überwiegend in Kliniken (54,5 %) und Reha-Einrichtungen (17,6 %) und anderen Einrichtungen, wie Arztpraxen, Schulen, Apotheken (25 %). Pflegeeinrichtungen spielen eher eine untergeordnete Rolle, hier sind lediglich 2,9 % der Diätassistenten tätig. Aufgrund des demographischen Wandels ist aber zu erwarten, dass die Tätigkeiten in Pflege- und Senioreneinrichtungen zunehmen werden. Auch die Implementierung des „Expertenstandards Ernährung“ des DNQP (Deutsches Netzwerk für Qualität in der Pflege) könnte zu einem Anstieg der Beschäftigungszahlen – nicht nur in Pflege- und Senioreneinrichtungen – führen. Die überwiegende Tätigkeit der Diätassistenten ist patientennah, d. h., sie arbeiten direkt mit dem Patienten oder Kunden (63,5 %).
Der größte Teil der Diätassistenten ist in die Durchführung von Diättherapie und Ernährungsberatung involviert (85,4 %), gefolgt von Tätigkeiten im Verpflegungsmanagement (54 %). Aber auch Forschung (29 %), Öffentlichkeitsarbeit (13 %) und Lehre (11 %) sind häufige Arbeitsfelder von Diätassistenten. Etwa 2/3 (62,9 %) aller Diätassistenten arbeiten in einem oder mehreren interprofessionellen Teams, die meistens aus weiteren Diätassistenten (80 %) sowie Ärzten (66 %), Pflegern (35 %), Psychologen (35 %) und (Diät-)Köchen (39 %) bestehen. Die interprofessionellen Teams variieren sehr in Abhängigkeit davon, ob Diätassistenten in Kliniken oder selbständig tätig sind. So sind bei Diätassistenten in Kliniken wesentlich häufiger Pflegekräfte und (Diät-)Köche Mitglieder des Teams. Bei Selbständigen dagegen weitere Gesundheitsfachberufe, wie Physiotherapeuten oder Psychotherapeuten. Die Tätigkeiten von Diätassistenten im Team weist auf die vielen Schnittstellen zu anderen Berufsgruppen hin, die notwendig sind, um ganzheitliche, diät- und ernährungstherapeutische Maßnahmen durchzuführen. Diätassistenten bilden sich häufig weiter. 73,5 % aller Diätassistenten haben an mindestens einer Fort- oder Weiterbildung teilgenommen – das spricht für eine hohe Qualität des beruflichen Handelns.
Als Fachkraft stellt der Diätassistent somit eine wichtige Verbindung zwischen Arzt, Patient und Angehörigen dar. Allerdings gibt es in Deutschland zusätzlich die Berufsbezeichnung Diätkoch. Im Unterschied zum Diätassistenten handelt es sich dabei jedoch um einen kaufmännischen Beruf mit einer Prüfung vor der Industrie- und Handelskammer.